# Pesnica (Kungota, Slovenija)
Pesnica je naselje u slovenskoj Općini Kungoti. Pesnica se nalazi u pokrajini Štajerskoj i statističkoj regiji Podravskoj. 

## Stanovništvo
Prema popisu stanovništva iz 2002. godine naselje je imalo 159 stanovnika.